# Колідер (мікрорегіон)

Колідер на карті штату Мату-Гросу

Колідер (порт. Microrregião de Colíder) — мікрорегіон в Бразилії, входить в штат Мату-Гросу. Складова частина мезорегіону Північ штату Мату-Гросу. Населення становить 125 113 чоловік на 2006 рік. Займає площу 42 462,202 км². Густота населення — 2,9 чол./км².

## Склад мікрорегіону
До складу мікрорегіону включені наступні муніципалітети:
1. Колідер
2. Гуарантан-ду-Норті
3. Матупа
4. Нова-Канаан-ду-Норті
5. Нова-Гуаріта
6. Нову-Мунду
7. Пейшоту-ді-Азеведу
8. Терра-Нова-ду-Норті

| Бразилія | Це незавершена стаття з географії Бразилії. Ви можете допомогти проєкту, виправивши або дописавши її. |